# Edi Maia
Edi Silva Maia (ur. 10 listopada 1987 w Setúbal) – portugalski lekkoatleta specjalizujący się w skoku o tyczce, uczestnik igrzysk olimpijskich.
Brązowy medalista mistrzostw ibero-amerykańskich (2010).
Wielokrotny złoty medalista mistrzostw Portugalii oraz reprezentant kraju w pucharze Europy i na drużynowych mistrzostwach Europy.
Rekordy życiowe: stadion – 5,70 (2 czerwca 2013, Lizbona); hala – 5,70 (18 stycznia 2014, Orlean). Obydwa te rezultaty są aktualnymi rekordami Portugalii.

## Osiągnięcia
| Rok  | Impreza                        | Miejsce      | Lokata            | Wynik |
| ---- | ------------------------------ | ------------ | ----------------- | ----- |
| 2009 | Młodzieżowe mistrzostwa Europy | Kowno        | el. – 18. miejsce | 5,20  |
| 2010 | Mistrzostwa ibero-amerykańskie | San Fernando | 3. miejsce        | 5,30  |
| 2010 | Mistrzostwa Europy             | Barcelona    | el. – 26. miejsce | 5,10  |
| 2011 | Halowe mistrzostwa Europy      | Paryż        | el. – 16. miejsce | 5,20  |
| 2011 | Mistrzostwa świata             | Daegu        | el. –             | NM    |
| 2012 | Mistrzostwa Europy             | Helsinki     | el. –             | NM    |
| 2012 | Igrzyska olimpijskie           | Londyn       | el. – 24. miejsce | 5,20  |
| 2013 | Halowe mistrzostwa Europy      | Göteborg     | el. – 22. miejsce | 5,20  |
| 2013 | Mistrzostwa świata             | Moskwa       | el. – 24. miejsce | 5,40  |
| 2014 | Mistrzostwa Europy             | Zurych       | 8. miejsce        | 5,60  |
| 2015 | Halowe mistrzostwa Europy      | Praga        | el. –             | NM    |